# Кошарово-Олександрівський заказник
Кошарово-Олександрівський — ландшафтний заказник місцевого значення. Об'єкт розташований на території Благовіщенського району Кіровоградської області.
Площа — 228,83 га, статус отриманий у 2012 році.